# Georg Salemann
Georg Salemann (Schlawe, ma: Sławno, Hátsó-Pomeránia, 1597. március 6. – Tallinn, 1657. augusztus 6.) balti német evangélikus lelkész, író, fordító

## Élete
Pomerániai lelkész és kereskedőcsaládból származik. Apja Schlawében volt kereskedő, nagyapja Ristow (Pomeránia, ma: Rzyszczewo, Lengyelország) lelkésze volt. Pasewalkban és Stettinben végezte középfokú tanulmányait, ezután a Rostocki Egyetemen teológiát hallgatott. 1626-ban a balti államokba kapott meghívást, e terület abban az időben svéd fennhatóság alatt állt. Előbb Harjumaaban, később Rae-ben tevékenykedett, 1632-ben a tallinni Szentlélek-templom diakónusa lett. 1640-ben kinevezték az itteni észt anyanyelvű gyülekezet lelkészévé. Számos dalt és közmondást fordított észtre. Neu Esthnische Gesangbuch című munkája 45 dalt tartalmaz. 1638-ban publikált Geistliche Freude című művéből egyetlen példány sem maradt fenn.
Az északi háború alatti pestisjárványban hunyt el, kollégájához, Heinrich Stahlhoz hasonlóan. Georg Salemann egy jelentős polgári német-balti család őse lett Észtországban. Nevesebb leszármazottai: fia, Joachim Salemann püspök, unokája, a Dániában miniatűröket alkotó festő, Georg Saleman, a későbbi tallinni polgármester Karl Johann Salemann, Robert Salemann szobrászművész, valamint az orientalista Carl Hermann Salemann.

## Munkája
- Christliches Gebet-Buch, Für die Eestnische Gemeine in Liefland, Aus geistreichen Gebetbüchern, sampt ezlichen Reim-Gebetlein in die Eestnische Sprache übersetzet. Reval: Simon, 1673 (digitalizált változat)

## Fordítás
- Ez a szócikk részben vagy egészben  a   Georg Salemann (Geistlicher, 1597) című német Wikipédia-szócikk ezen változatának fordításán alapul.  Az eredeti cikk szerkesztőit annak laptörténete sorolja fel. Ez a jelzés csupán a megfogalmazás eredetét és a szerzői jogokat jelzi, nem szolgál a cikkben szereplő információk forrásmegjelöléseként.